# Дуби черешчаті (Гадяцький лісгосп)
Дуби черешчаті — ботанічна пам'ятка природи місцевого значення, розташована неподалік від села Красна Лука Гадяцького району Полтавської області. Була створена відповідно до Постанови Полтавської облради № 74 від 17 квітня 1992 року.

## Загальні відомості
Землекористувачем є ДП «Гадяцький лісгосп», Краснолуцьке лісництво, квартал 18, вид. 19, площа — 1,0/3 гектара. Розташована на схід від села Красна Лука Гадяцького району.
Пам'ятка природи створена з метою збереження трьох вікових дерев дуба звичайного віком 200 років.